# Ghostscript
Ghostscript', software escrito por Peter Deutsch, fundador de Aladdin Enterprises, es el programa intérprete de documentos en formatos PostScript y PDF. 
Ghostscript permite presentar datos PS y PDF en la pantalla y además traducirlos de manera que puedan ser impresos en una impresora con capacidad gráfica mediante el uso del controlador de dicha impresora.
En la actualidad, Artifex Software mantiene las nuevas versiones de Ghostscript hasta que alcanzan una cierta «edad», y luego las libera a la Fundación de Software Libre (FSF, Free Software Foundation) para que se distribuya como GNU Ghostscript. Estas versiones son las que se distribuyen «libres de cargo» en las distribuciones de Linux.
Dispone de una serie de dispositivos controladores para diversos tipos de impresora. Si en la línea de comandos del sistema operativo se indica gs -h, aparecerá gran cantidad de información sobre la versión instalada de Ghostscript en el ordenador, entre la que se encontrará los mencionados dispositivos.
- Datos: Q1135839
- Multimedia: Ghostscript / Q1135839